# الخشبة (الحيمة الداخلية)

تعديل مصدري - تعديل

الخشبة هي إحدى قرى عزلة بني النمري بمديرية الحيمة الداخلية التابعة لمحافظة صنعاء، بلغ تعداد سكانها 126 نسمة حسب تعداد اليمن لعام 2004.